# Lilith (DC Comics)
Lilith  también conocida como Omen, es una superheroína que aparece en los cómics estadounidenses publicados por DC Comics. Creada por Robert Kanigher y Nick Cardy, Lilith hizo su primera aparición en Teen Titans #25 (febrero de 1970) y comúnmente aparece como miembro de los Jóvenes Titanes. Se la representa como la mejor amiga de Donna Troy (la primera Wonder Girl) y la segunda heroína en unirse a los Jóvenes Titanes originales después de sus fundadores, siguiendo a Roy Harper (el primer Speedy). Aunque su origen y poderes han variado significativamente a lo largo de su historia, se la considera constantemente como precognitiva y psíquica.

## Biografía ficticia

### Pre-Crisis
Originalmente viviendo en paz en casa, Lilith comenzó a manifestar extraños poderes mentales a la edad de 13 años. Leyó la mente de sus padres para descubrir que era adoptada, luego se fue de casa para tratar de encontrar a sus padres biológicos. Después de algunos problemas, terminó trabajando como bailarina en la discoteca Canary Cottage. Durante este tiempo, se encontró con Loren Jupiter y comenzó a ayudarlo en su causa.
Pronto, Lilith se acercó a los Jóvenes Titanes y pidió unirse. Vio premoniciones que involucraban a una figura política, que inevitablemente moría, demostrando su poder. Luego se convirtió en miembro de los Jóvenes Titanes. Una vez que se unió al equipo después de su primera aparición (Teen Titans # 25), permanecería con el equipo por el resto de su carrera original (hasta Teen Titans # 43, primera serie), así como también como estrella invitada con y sin el equipo. en otros títulos de DC: The Brave and the Bold # 94 (en el que ella es directamente responsable de evitar un atentado con bomba en Gotham City), Batman # 241-242 y World's Finest Comics # 205.
Finalmente, dejó el equipo y se reasentó en la costa oeste, donde comenzó una nueva rama de los Titanes (conocida como Titanes Oeste). Salió brevemente con uno de los miembros de su equipo, Don Hall (Dove) antes de dejarlo para comenzar una relación con el hombre de las cavernas Gnarrk.
Antes de la disolución de los Jóvenes Titanes originales y su grupo homólogo de Titans West, Lilith reveló que tuvo una visión de su compañera de equipo Donna Troy (Wonder Girl) casándose con un hombre pelirrojo, que es horriblemente asesinado junto con su hijo. En ese momento, Donna estaba saliendo con su compañero de equipo (y pelirrojo) Roy Harper. Por temor a la profecía de Lilith, Donna rompió con Roy.
Lilith se reincorporó al equipo luego de una reunión con sus compañeros de equipo para la boda de Donna Troy y Terry Long (a quien la profecía de Lilith terminó haciendo referencia). Mencionó que algo terrible le había sucedido a Gnarrk, quien no estaba con ella en la boda pero no quiso dar más detalles. Pronto comenzó a ser acechada por una misteriosa criatura alada llamada Azrael, que buscaba convertirla en su compañera. Sin embargo, cada vez que se acercaba a Lilith, ella brillaba con un poder nunca antes visto. Sus compañeros titanes culparon a Azrael por lastimarla y lo atacaron cada vez que tenían la oportunidad. Después de revelar a sus compañeros de equipo que tenía "ataques de calor" similares mucho antes de que apareciera Azrael, renunció a los Titanes con ira.
Durante la historia de Terror of Trigon (The New Teen Titans (vol. 2) # 1–6), Lilith regresó al equipo ya que Azar la había poseído en secreto y buscó que los Titanes ayudaran a localizar a Raven, que se había ido. desaparecido. Durante esta aventura, la poseída Lilith arregló la fusión de las almas de los residentes de Azarath en un exitoso intento de limpiar a Raven del mal.
Lilith se reincorporó al equipo después de esta aventura, pero después de que Azrael regresó, Lilith comenzó a manifestar poderes similares a los de una llama. Esto fue suficiente para alertar a la madre biológica de Lilith, Thia, de la ubicación de su hija. Thia secuestró a Lilith y reveló la verdad sobre su pasado: Thia había escapado del Tártaro, la prisión de los Titanes del Mito, y comenzó a vagar por la Tierra. Se volvió loca, seduciendo y asesinando a hombres ricos y poderosos para obtener su riqueza y poder, así como engendrar muchos niños para cumplir sus órdenes. El padre de Lilith era el dueño de Sun Publishing, y en su noche de bodas, Thia lo quemó vivo después de que Lilith fuera concebida. Después de hacerse cargo de la empresa de su difunto esposo, Thia entregó a Lilith a una enfermera para que la cuidara y la enfermera la secuestró.
Los Titanes, junto con las amazonas, los dioses griegos y los otros titanes del mito, liberaron a Lilith y derrotaron a Thia, que había lanzado un asalto brutal contra el Olimpo y aquellos que seguían a los dioses griegos. Durante la batalla, el hermano y esposo de Thia, Hyperion, sacrificó su vida para matar a Thia. Posteriormente, Zeus le ofreció a Lilith el estatus de semidiós y un lugar en el Olimpo, que ella aceptó.

### Post-Crisis
Después de  Crisis on Infinite Earths, no se supo de Lilith por un tiempo; sin embargo, los titanes mitológicos (incluida Thia) aparecieron en The New Titans # 50–54 como un panteón benevolente y padres adoptivos de Donna Troy. Esta historia negaba efectivamente el origen de Lilith. La primera aparición de Lilith después de la crisis fue una historia retrospectiva publicada en The New Titans #56 que detallaba el primer encuentro original de los Titanes con Gnarrk. Su primera aparición adecuada fue en la historia de War of the Gods, aliándose con los Titanes y brindándoles ayuda durante el cruce.

#### Omen
El personaje volvería a desaparecer hasta 1996, con el lanzamiento de Dan Jurgens Teen Titans. Al comienzo de la serie, Jurgens hizo que una figura enmascarada llamada Omen reuniera al equipo para el Sr. Júpiter, quien una vez más respaldaba financieramente a los Jóvenes Titanes. Originalmente, se pretendía que el personaje fuera Raven, pero se impuso un embargo sobre el elenco de The New Teen Titans que aparece en el título por editorial. Como tal, Lilith fue sustituida como la identidad secreta de Omen.
En Teen Titans (vol. 2) # 12-15, Omen se desenmascara como Lilith después de ser capturada por el supervillano Haze. Durante la historia, Lilith convoca tanto a los titanes fundadores (salvo a Donna Troy, quien fue encarcelada por Dark Angel en ese momento) como a los titanes Jurgens para rescatarla. Los Titanes originales reconocieron a Haze como una villana con la que lucharon una vez en el pasado, pero cuando Haze desenmascaró a Omen ante los dos equipos y rompió el hechizo de ilusión que Omen usó para ocultar su identidad, se reveló como Lilith.
Se reveló que Lilith era la hija ilegítima del Sr. Júpiter y Haze, el hijo del Sr. Júpiter de un matrimonio anterior. La esposa del Sr. Júpiter se había escapado con su hijo Jarrod (Haze) y años más tarde Loren Júpiter conoció a la madre de Lilith. Haze culpó a Lilith de que su padre los abandonara a él y a su madre en la pobreza, y trató de usarla como un peón para destruir a su padre y a los Titanes.
Haze fue derrotada y Lilith permaneció con el grupo por el resto de su carrera. Como Omen, Lilith ahora poseía poder telequinético y poderes de lanzamiento de ilusiones. También se estableció que, al igual que su hermano, Lilith sufre una enfermedad mental: debido a que no puede desconectarse de los pensamientos de otras personas, Lilith sufre periódicamente episodios de amnesia y disociación de su sentido de sí misma.
Ayudó a los Titanes a proteger el alma de su excompañero de equipo Cyborg de la Liga de la Justicia en la miniserie JLA/Titans: The Technis Imperative. Poco después de eso, Lilith fue secuestrada por Vándalo Salvaje, quien quería que ella adivinara un equipo perfecto para derrotar a los Titanes. Salvaje obligó a Lilith a someterse, pero ella eligió a propósito a miembros que no trabajarían bien como equipo. Fue rescatada por los titanes reformados.
Lilith se puso de pie con sus viejos amigos cuando una misteriosa corporación llamada Optitron se acercó a los Titanes y Justicia Joven con una oferta para financiar a los dos grupos. Antes de que pudieran discutir la oferta, los equipos fueron atacados por una androide del futuro llamada Indigo. El robot averiado activó accidentalmente un androide de Superman que se creía destruido hace mucho tiempo. El Superman Androide alborotado logró romper el cuello de Lilith y perforar el corazón de Donna Troy, y mientras se reveló que Donna todavía estaba viva en otro mundo, Lilith fue asesinada. Esta tragedia, contada en Titans/Young Justice: Graduation Day, llevó al líder del equipo Nightwing a disolver los dos grupos, aunque se reformarían poco después como los Forasteros y la última encarnación de los Jóvenes Titanes.
Lilith apareció en Teen Titans (vol. 3) #30, cuando su alma fue resucitada por el nuevo Hermano Sangre como la última en su condenada línea de figuras maternas. A pesar de la petición de Speedy, Kid Eternity no le permitió permanecer entre los vivos.
Una estatua de Lilith se encuentra en el Memorial de la Torre de los Titanes en San Francisco.
En el crossover Blackest Night: Titans, Lilith fue reanimada como miembro del Black Lantern Corps, lista para atacar a los Titanes. Su cuerpo pronto es destruido por un estallido de luz blanca que emana de Dawn Granger.
Lilith fue vista recientemente en un flashback de Donna Troy. Durante sus primeros años, Donna y Roy Harper estaban saliendo, y aparentemente Roy tenía la intención de proponerle matrimonio a Donna, pero Lilith le informó a Donna de una profecía en la que un hombre pelirrojo que amaba a Donna y se convirtió en su esposo moriría. Pensando que la profecía se refería a Roy, Donna rechazó la propuesta. Sin embargo, la profecía de Lilith resultó ser cierta con respecto al ahora fallecido esposo de Donna, Terry.

### The New 52
En esta nueva línea de tiempo The New 52, una referencia pasajera a Lilith se presenta por primera vez en Red Hood and the Outlaws como parte de un equipo con Cyborg, Garth, también conocido como Aqualad, Richard, Garfield y un nuevo personaje invisible llamado Dustin, como compañeros superhéroes que Starfire aparentemente ya no recuerda.
Entre su mención en Red Hood and the Outlaws #1 y Titans Hunt #1, DC introdujo un personaje llamado Omen al que Skitter se refirió como Lilith. Omen era un telépata que trabajaba para Harvest y N.O.W.H.E.R.E. y, en particular, el evento de deporte sangriento conocido como "The Culling", donde los adolescentes cautivos de N.O.W.H.E.R.E. se vieron obligados a luchar hasta la muerte.
Omen era rubia y tenía los ojos cosidos; podía crear ilusiones con sus poderes psíquicos y controlar los pensamientos de las personas. Esto la convirtió en un miembro valioso de N.O.W.H.E.R.E., ya que hizo cumplir la voluntad de Harvest entre sus secuaces y prisioneros, acondicionándolos y preparándolos para la Matanza.
Omen reaparece en Teen Titans (vol. 4) Annual #3. Parece reformada y sus ojos ya no están cosidos. Harvest intenta absorber sus poderes y los de los metahumanos de la otra Colonia en una sola arma solo para que los Titanes lo derroten haciendo explotar la Colonia, perdonando a Lilith y a todos los demás metahumanos presentes.
Con Titans Hunt restaurando la versión original del personaje, New 52 Omen ahora es un personaje separado de Lilith.

### DC Rebirth
Durante DC Rebirth, Lilith aparece más tarde en Titans Hunt # 1, como una consejera de drogas que ha estado vigilando en secreto a Roy Harper, Donna Troy, Dick Grayson, Mal Duncan y su esposa Karen Beecher, Hank Hall y el héroe cavernícola Gnarrk. Se revela que junto con Lilith, los héroes eran los Jóvenes Titanes originales. El grupo fue víctima del villano Sr. Twister, quien los atrapó en un ritual oculto que amenazaba al mundo. La única forma de detener el ritual implicaba borrar todos los recuerdos que el grupo tenía de su existencia y de los demás, lo cual fue realizado por Lilith. Cuando el Sr. Twister resurgió y restauró sus recuerdos, Lilith comenzó a intentar reunir a los Titanes para detener a su enemigo de una vez por todas.
Lilith Clay se conoce con el nombre de Omen en los cómics de DC Rebirth. Ella estaba en el equipo llamado Titanes, que está compuesto por exmiembros de Jóvenes Titanes que ahora crecieron con Nightwing, Donna Troy, Arsenal, Tempest y la versión Wally West de Flash. Cuando la Fuerza de la Velocidad restaura los recuerdos de Wally West del Titán, se muestra que Wally y Lilith solían tener una relación romántica. Lilith se fue para buscar una relación mientras que el equipo se disolvió poco después.

## Poderes
Los poderes de Lilith Clay no se han explorado por completo en los cómics debido a la naturaleza intensificada de sus poderes como Omen, sin embargo, todas las versiones de Lilith son proféticas y psíquicas. Se entiende que tiene ciertas habilidades mentales, como la telepatía, el sentido de la muerte y la precognición. Como Omen, pudo acceder a ciertos poderes divinos o místicos. Se muestra específicamente que usa piroquinesis, se teletransporta, mantiene ilusiones complejas y proyecta explosiones de poder psiónico.
También está fuertemente implícito que ella recuerda el mundo antes de Crisis on Infinite Earths, un rasgo que comparte de manera única con el villano Psico-Pirata. En DC Rebirth, conoce una pista de una sola palabra sobre la identidad del ser que creó New 52: "Manhattan".
A partir de "DC Rebirth", Lilith ha sido descrita como una "psiónica de clase alfa" y ha demostrado poderes mentales que fácilmente rivalizan, si no superan, con los del villano telépata Psimon. Sus poderes a menudo se manifiestan como un aura de luz verde visible que delinea su esfera de influencia. Ha mostrado una gran variedad de habilidades psíquicas que incluyen lectura de la mente, encubrimiento psiónico, precognición, proyección de ataques psíquicos y explosiones psiónicas, así como suficiente precisión telequinética para crear una capa invisible de armadura a su alrededor. Durante su tiempo como miembro de KNOWHERE, torturaba a los prisioneros creando ilusiones aterradoras y amplificando telepáticamente sus miedos y ansiedades.